# Гаскілл Тауншип (округ Джефферсон, Пенсільванія)
Гаскілл Тауншип (англ. Gaskill Township) — селище (англ. township) в США, в окрузі Джефферсон штату Пенсільванія. Населення — 673 особи (2020).

## Демографія
Згідно з переписом 2010 року, у селищі мешкало 708 осіб у 277 домогосподарствах у складі 194 родин. Було 323 помешкання
Расовий склад населення:
| - 97,9 % — білих - 0,1 % — корінних американців |

До двох чи більше рас належало 1,7 %. Частка іспаномовних становила 1,0 % від усіх жителів.
За віковим діапазоном населення розподілялося таким чином: 22,3 % — особи молодші 18 років, 63,9 % — особи у віці 18—64 років, 13,8 % — особи у віці 65 років та старші. Медіана віку мешканця становила 42,2 року. На 100 осіб жіночої статі у селищі припадало 96,7 чоловіків;  на 100 жінок у віці від 18 років та старших — 93,0 чоловіків також старших 18 років.
Середній дохід на одне домашнє господарство  становив 85 716 доларів США (медіана — 50 774), а середній дохід на одну сім'ю — 101 567 доларів (медіана — 60 833). Медіана доходів становила 40 278 доларів для чоловіків та 30 500 доларів для жінок. За межею бідності перебувало 12,4 % осіб, у тому числі 11,0 % дітей у віці до 18 років та 5,4 % осіб у віці 65 років та старших.
Цивільне працевлаштоване населення становило 342 особи. Основні галузі зайнятості: виробництво — 19,3 %, освіта, охорона здоров'я та соціальна допомога — 17,3 %, роздрібна торгівля — 14,3 %, сільське господарство, лісництво, риболовля — 12,3 %.